# Stijn Taverne
 (octobre 2018).
Si vous disposez d'ouvrages ou d'articles de référence ou si vous connaissez des sites web de qualité traitant du thème abordé ici, merci de compléter l'article en donnant les références utiles à sa vérifiabilité et en les liant à la section « Notes et références ».
Stijn Taverne, né le 20 novembre 1996 à Amerongen, est un acteur néerlandais.

## Filmographie

### Cinéma et téléfilms
- 2009 : Juli : Marcus
- 2010 : Verborgen verhalen (nl) : Barry
- 2010 : Van God Los (nl) : Ami de Rody
- 2010-2017 : Penoza (nl) : Boris van Walraven
- 2011 : Seinpost Den Haag (nl) : Christian Willems
- 2011-2012 : 'Hoe overleef ik-serie (nl) : Jonas
- 2013 : De zure inval :  Roy
- 2013 : Spangas : Paul
- 2014 : Boys de Mischa Kamp : Stef[2]